# (3890) Bunin
(3890) Bunin (1976 YU5) – planetoida z grupy pasa głównego asteroid okrążająca Słońce w ciągu 3,56 lat w średniej odległości 2,33 j.a. Odkryła ją Ludmiła Czernych 18 grudnia 1976 roku.